# Richard Sanford
Richard Laimbeer Sanford (Brooklyn, 19 dicembre 1877 – Glens Falls, 15 giugno 1966) è stato un siepista statunitense.
Sanford partecipò alla gara dei 2590 metri siepi ai Giochi olimpici di Saint Louis 1904, dove ottenne un risultato peggiore del quarto posto.